# Tortuera
Tortuera és un municipi de la província de Guadalajara, a la comunitat autònoma de Castella-La Manxa. Limita amb Aldehuela de Liestos, Cillas, Cimballa (Zaragoza), Cubillejo de la Sierra, Cubillejo del Sitio, Embid, Fuentelsaz, Rueda de la Sierra, Tartanedo i Torralba de los Frailes.